# Лебедєв Володимир Олександрович
Лебедєв Володимир Олександрович (рос. Владимир Александрович Лебедев; 1867 —1947) — російський пілот, власник кількох авіаційних заводів в Російській імперії. Член Особливої Ради. Міністр торгівлі і промисловості Всевеликого війська Донського (25 травня 1918 — 28 вересня 1918). Міністр Управління торгівлі, промисловості і постачання білогвардійського уряду Денікіна (28 вересня 1918—1920), голова Наради товарообміну із закордоном. Брав участь в урегулюванні торгових питань між Доном, Кубанню, Україною та Добровольчою армією. Емігрував з Новоросійська в березні 1920 року до Белграда, де працював у банку. Пізніше виїхав до Франції.

## Переговори з Україною
У травні 1918 року, разом із послом в Україні Олександром Черячукіним, брав участь у переговорах з міністром закордонних справ Української Держави Дмитром Дорошенком щодо розмежування державного кордону між Україною і Донською республікою. 8 серпня уряди Української Держави і Дону підписали договір, за яким визнали незалежність обох країн, зреклися територіальних претензій і налагодили торговельні зв'язки. В районі Маріуполя до України була приєднана невелика територія для забезпечення цілісності управління містом та портом. 18 вересня уряди Україну і Дону уклали окрему угоду щодо господарського життя Таганрозького промислового району. Керівництво ним здійснювала спільна доно-українська комісія, дислокована у Харкові.